# Canistro
Canistro – miejscowość i gmina we Włoszech, w regionie Abruzja, w prowincji L’Aquila.
Według danych na rok 2004 gminę zamieszkiwały 1043 osoby, 69,5 os./km².